# 権正信行
権正 信正（ごんじょう のぶまさ、1940年1月24日 - ）は、日本の経営者。昭和電線電纜社長を務めた。

## 来歴・人物
東京都出身。1962年に慶應義塾大学法学部法律学実科を卒業し、同年に昭和電線電纜に入社した。1990年6月に取締役に就任し、1992年6月に常務を経て、1996年6月に社長に就任。2003年6月には相談役に就任。